# Liste des quais de Paris
Cet article recense les quais de Paris, en France.

## Liste
| Nom                                 | Arr.         | Cours d'eau              | Rive            | Longueur (en mètres) |
| ----------------------------------- | ------------ | ------------------------ | --------------- | -------------------- |
| Quai de l'Allier                    | +19,e        | Canal Saint-Denis        | Droite          | +0370,               |
| Quai Anatole-France                 | +07,e        | Seine                    | Gauche          | +0585,               |
| Quai André-Citroën                  | +15,e        | Seine                    | Gauche          | +1 450,              |
| Quai d'Anjou                        | +04,e        | Seine                    | Île Saint-Louis | +0313,               |
| Quai de l'Archevêché                | +04,e        | Seine                    | Île de la Cité  | +0100,               |
| Quai d'Austerlitz                   | +13,e        | Seine                    | Gauche          | +0901,               |
| Quai de Bercy                       | +12,e        | Seine                    | Droite          | +1 971,              |
| Quai de Béthune                     | +04,e        | Seine                    | Île Saint-Louis | +0365,               |
| Quai de Bourbon                     | +04,e        | Seine                    | Île Saint-Louis | +0367,               |
| Quai Branly                         | +07,e        | Seine                    | Gauche          | +0270,               |
| Quai des Célestins                  | +04,e        | Seine                    | Droite          | +0400,               |
| Quai de la Charente                 | +19,e        | Canal Saint-Denis        | Droite          | +0790,               |
| Quai de Conti                       | +06,e        | Seine                    | Gauche          | +0307,               |
| Quai de la Corse-Pasquale-Paoli     | +04,e        | Seine                    | Île de la Cité  | +0280,               |
| Quai aux Fleurs                     | +04,e        | Seine                    | Île de la Cité  | +0280,               |
| Quai François-Mauriac               | +13,e        | Seine                    | Gauche          | +0475,               |
| Quai François-Mitterrand            | +01,er       | Seine                    | Droite          | +0710,               |
| Quai de la Gare                     | +13,e        | Seine                    | Gauche          | +0240,               |
| Quai de la Garonne                  | +19,e        | Darse du fond de Rouvray | Ouest           | +0140,               |
| Quai de Gesvres                     | +04,e        | Seine                    | Droite          | +0258,               |
| Quai de la Gironde                  | +19,e        | Canal Saint-Denis        | Gauche          | +0740,               |
| Quai des Grands-Augustins           | +06,e        | Seine                    | Gauche          | +0354,               |
| Quai de Grenelle                    | +15,e        | Seine                    | Gauche          | +0740,               |
| Quai Henri-IV                       | +04,e        | Seine                    | Droite          | +0500,               |
| Quai de l'Horloge                   | +01,er       | Seine                    | Île de la Cité  | +0352,               |
| Quai de l'Hôtel-de-Ville            | +04,e        | Seine                    | Droite          | +0535,               |
| Quai d'Issy-les-Moulineaux          | +15,e        | Seine                    | Gauche          | +0600,               |
| Quai d'Ivry                         | +13,e        | Seine                    | Gauche          | +0340,               |
| Quai Jacques-Chirac                 | +07,e, +15,e | Seine                    | Gauche          | +1 020,              |
| Quai de Jemmapes                    | +10,e        | Canal Saint-Martin       | Gauche          | +1 615,              |
| Quai de la Loire                    | +19,e        | Bassin de la Villette    | Gauche          | +0850,               |
| Quai du Lot                         | +19,e        | Canal Saint-Denis        | Gauche          | +0345,               |
| Quai Louis-Blériot                  | +16,e        | Seine                    | Droite          | +1 620,              |
| Quai du Louvre                      | +01,er       | Seine                    | Droite          | +0080,               |
| Quai Malaquais                      | +06,e        | Seine                    | Gauche          | +0330,               |
| Quai du Marché-Neuf-Maurice-Grimaud | +04,e        | Seine                    | Île de la Cité  | +0155,               |
| Quai de la Marne                    | +19,e        | Canal de l'Ourcq         | Gauche          | +0610,               |
| Quai de la Mégisserie               | +01,er       | Seine                    | Droite          | +0315,               |
| Quai de Metz                        | +19,e        | Darse du fond de Rouvray | Ouest           | +0108,               |
| Quai de Montebello                  | +05,e        | Seine                    | Gauche          | +0314,               |
| Quai de l'Oise                      | +19,e        | Canal de l'Ourcq         | Droite          | +0650,               |
| Quai des Orfèvres                   | +01,er       | Seine                    | Île de la Cité  | +0366,               |
| Quai d'Orléans                      | +04,e        | Seine                    | Île Saint-Louis | +0275,               |
| Quai d'Orsay                        | +07,e        | Seine                    | Gauche          | +1 270,              |
| Quai Panhard-et-Levassor            | +13,e        | Seine                    | Gauche          | +0680,               |
| Quai de la Rapée                    | +12,e        | Seine                    | Droite          | +0890,               |
| Quai Saint-Bernard                  | +05,e        | Seine                    | Gauche          | +0767,               |
| Quai Saint-Exupéry                  | +16,e        | Seine                    | Droite          | +0630,               |
| Quai Saint-Michel                   | +05,e        | Seine                    | Gauche          | +0157,               |
| Quai de la Seine                    | +19,e        | Bassin de la Villette    | Droite          | +0850,               |
| Quai de la Tournelle                | +05,e        | Seine                    | Gauche          | +0420,               |
| Quai des Tuileries                  | +01,er       | Seine                    | Droite          | +0895,               |
| Quai Valéry-Giscard-d'Estaing       | +07,e        | Seine                    | Gauche          |                      |
| Quai de Valmy                       | +10,e        | Canal Saint-Martin       | Droite          | +1 720,              |
| Quai Voltaire                       | +07,e        | Seine                    | Gauche          | +0308,               |